# کوراسوفکا
کوراسوفکا (انگلیسی: Kurasovka) یک شهرک در بخش ایفنیانسکی استان بلگورود کشور روسیه است.